# バスカヴィル家の犬

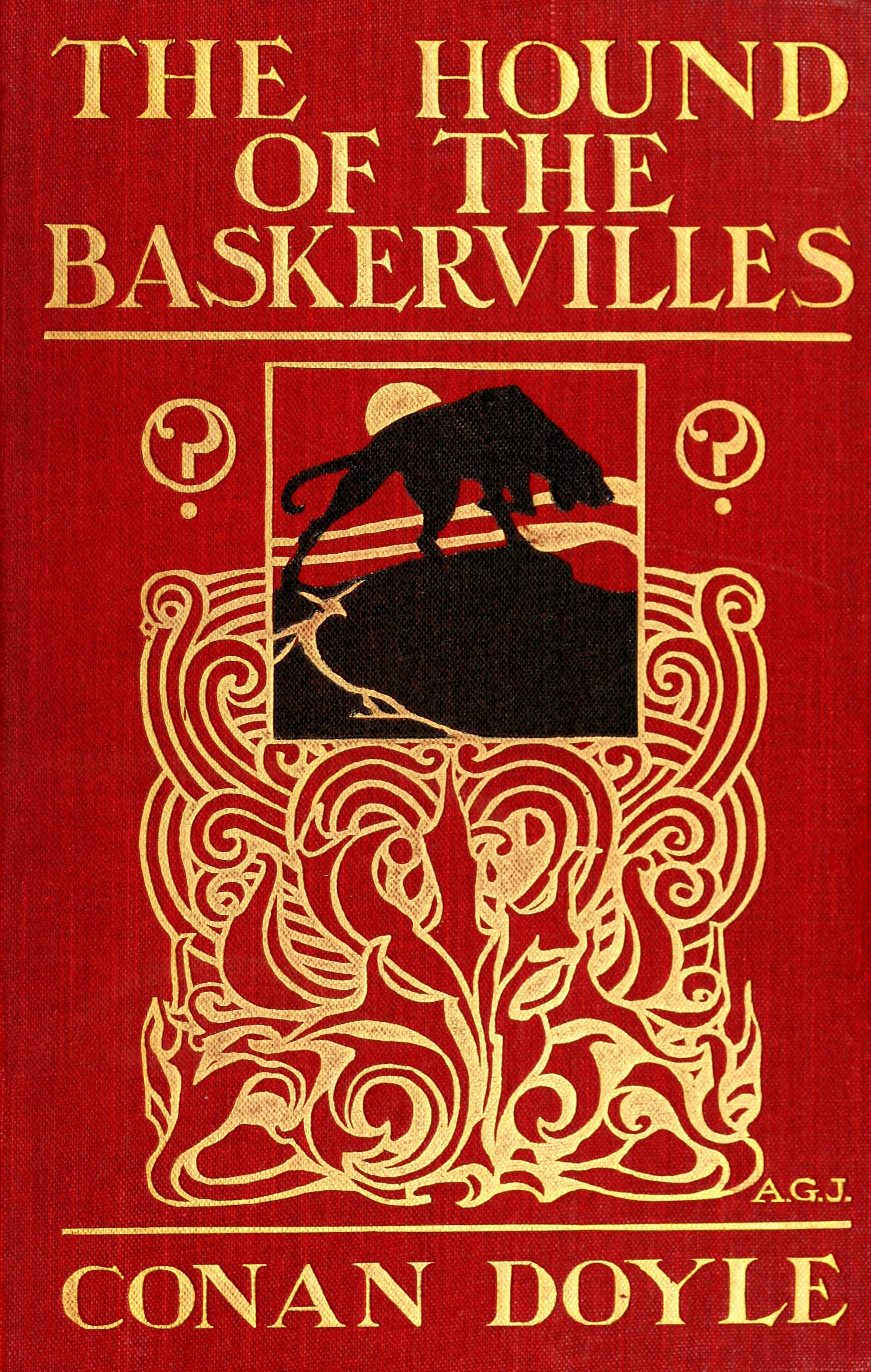

『バスカヴィル家の犬』（バスカヴィルけのいぬ、The Hound of the Baskervilles）は、アーサー・コナン・ドイルによるシャーロック・ホームズシリーズの長編小説のひとつ。邦訳によっては訳題を『バスカービルの魔犬』としたり、児童向けに『のろいの魔犬』とも）とするものもある。
ホームズの長編は他に「緋色の研究」「四つの署名」「恐怖の谷」があるが、この作品だけが2部構成を採っておらず、また登場人物の過去の因縁話がからむ箱物語形式も採っていない。

## あらすじ

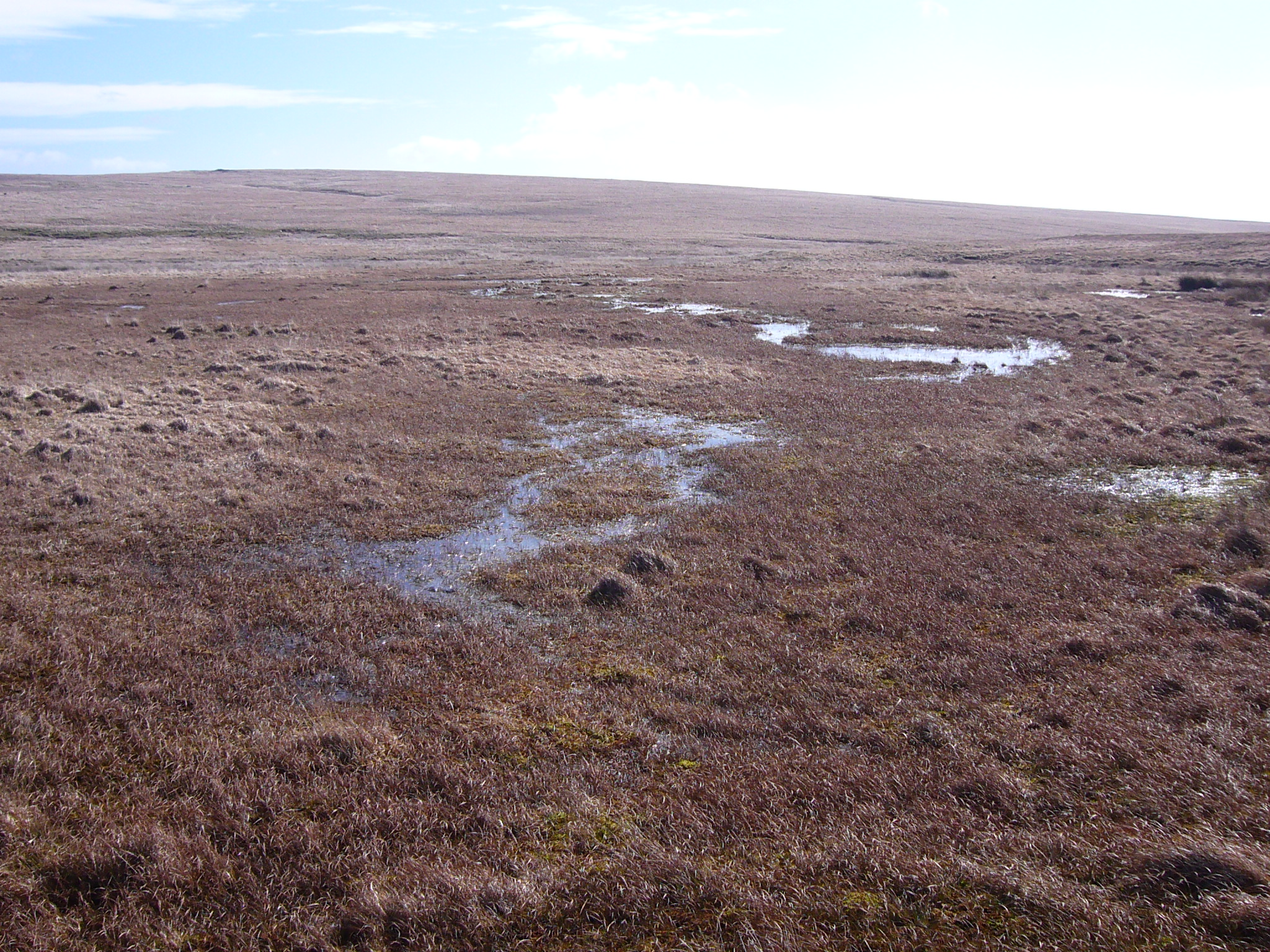
小説の舞台となったダートムアの沼地

プロローグ
かつて悪行を重ねた当主ヒューゴー・バスカヴィル卿が、最後に女を拉致するという蛮行をした際、どこからともなく現れた大きな犬に喉笛をかみちぎられて殺され、悪行仲間もその後死んだり発狂したという伝説が伝わる準男爵のバスカヴィル家。
その現当主のチャールズ・バスカヴィル卿の死体が、屋敷の敷地内の小路で発見された。死体に暴行を受けた痕はなかったが、その顔は苦痛にゆがんでいて、表向きには心臓発作による病死と発表された。だが卿の死体のそばには、巨大な犬の足跡が残されていた。
序盤
ホームズは事件の調査を、チャールズ卿の主治医であり、友人でもあるモーティマー医師から依頼される。妻を亡くして子息のいないチャールズ卿の正統な後継者は、チャールズ卿の甥にあたる若きヘンリー・バスカヴィル卿ただ一人である。しかし、モーティマー医師に伴われてロンドンにやってきたヘンリー卿の元に、バスカヴィルの屋敷へ赴くことを警告する謎の手紙が届く。ホームズは、ロンドンで別の事件に携わる必要があるといい、ワトスンだけがモーティマー医師に同行して、ヘンリー卿の客人として屋敷に招待された。
ヘンリー卿の屋敷での、委細ありげな執事のバリモアとその妻のようす、最近監獄から脱獄した男セルデンが近くに潜んでいること、近所に住む昆虫学者のステープルトンとその美しい妹ベリル嬢の行動など、ワトスンは見聞きしたことをホームズに向けた手紙や自らの日記に綴る。
バリモアとその妻が、夜間に蝋燭を灯して振り回すという不審な行動の理由はなぜなのか、凶悪な殺人犯セルデンが、なぜこの地を去ろうとしないのか、ベリル嬢はなぜワトスンや、彼女に求婚するヘンリー卿に、この場所から立ち退くよう懇願するのか。そして、ワトスンが湿地帯ではっきり聞いた恐ろしい唸り声は「魔の犬」の咆哮ではないのか……。
中盤
やがて、脱獄者セルデンが、バリモアの妻の実弟であることが判明した。蝋燭を振り回していたのは、合図を送るためだった。さらに、それらの誰でもない未知の男が近くの古代遺跡に潜んでいて、毎日少年に食料を届けさせていることを、ワトスンは聞いた。その未知の人物の正体を確かめようと決心したワトスンは、遺跡へと続く丘を登り、男が潜んでいると思われる石室を訪れた。
石室の中には毛布や台所用品、缶詰などがあり、確かに人間が生活しているようだ。さらにはワトスンの行動を記したメモも見つかった。自分が見張られていることにワトスンは驚く。背後に人の近づく足音を聞いたワトスンは、物陰に身構えてピストルをかまえた。すると聞きなれた声がした。「夕焼けがきれいだよ。ワトスン。出ておいで」。この地方の旅人という恰好をしている男の顔は、まぎれもなくシャーロック・ホームズだった。
ホームズは、ベイカー街遊撃隊のカートライトを通じて、独自に調査を進めていたのだ。ワトスンがロンドンに送った郵便も、カートライトがここに転送していた。ホームズはこれまでに分かったことを話した。ステープルトンは結婚していて、その相手は妹と称しているベリル嬢だということを。
終盤
そのとき、男の叫び声と犬の唸り声が聞こえてきた。すぐに現場へ駆けつけると、そこにはヘンリー卿が死んでいた。落胆するホームズとワトスン。だがその死体をよく見たホームズは、髭があると言って笑い出す。死体は、ヘンリー卿の服を着たセルデンだった。ヘンリー卿から服を譲ってもらったバリモアが、それをセルデンに渡していたのだ。魔犬は服の匂いをかいで、ヘンリー卿だと思ってセルデンを襲ったのだろう。
ホームズは、魔犬の飼い主はステープルトンだと断言した。ヘンリー卿の屋敷を訪れた２人は、セルデンの死について説明したが、その途中でホームズの目は、壁に掛けてあるヒューゴー・バスカヴィルの肖像画にくぎ付けになっていた。
それらを見たワトスンも気づいた。ヒューゴーの肖像画の顔がステープルトンとそっくりだった。バスカヴィルの血を引くステープルトンは、ヘンリー卿を殺害してこの家を乗っ取ろうとしていることを。ホームズはヘンリー卿に対し、招待されているステープルトン邸での夕食のときは、着いたらすぐに馬車を戻し、夕食が終わったら一人で歩いて帰ってくることを求めた。
ラスト
ホームズは、ワトスンとともにロンドンへ帰ると言った。駅に着いた２人は、ロンドン警視庁のレストレード警部の到着を待ち、ロンドンへは行かずにステープルトン邸へ向かった。そして近くで張り込んだ。食堂には不思議なことに、ベリル嬢の姿がなかった。ヘンリー卿は荒野を歩いて帰ることを考えているのか、心配そうな顔をしていた。そのうちに、ステープルトンが裏口から出て、物置で何かをした。夕食が終わり、ヘンリー卿は帰り道を歩きだした。
ヘンリー卿のあとを、なにか大きな動物が追ってきた。それは口から火を吐く巨大な魔犬だ。目の前を駆け抜ける犬を追いかけるホームズたちだが、その速さに追いつけず、魔犬はヘンリー卿に飛びかかった。気絶するヘンリー卿。ホームズたちは、何発もの銃弾を撃ち込んで犬を仕留めた。犬の口にはリンが塗ってあり、それが発光して火を吐くように見えていた。ヘンリー卿は無事だった。
ステープルトン邸に戻った一行は、縛り付けられているベリル嬢を助け出した。ヘンリー卿を襲うのを止めさせようとして、縛られたらしい。ステープルトンが向かった先は、犬を飼っていた小屋がある湿地帯だという。ワトスンが湿地帯で聞いた「魔の犬」の咆哮も、そこから出されたものにちがいない。ベリル嬢は、小屋に行くためのルートは一つしかなく、そこを外せば底なし沼に落ちてしまうという。ホームズたちはステープルトンの後を追いかけたが、彼の姿は見つからなかった。

## 年代について

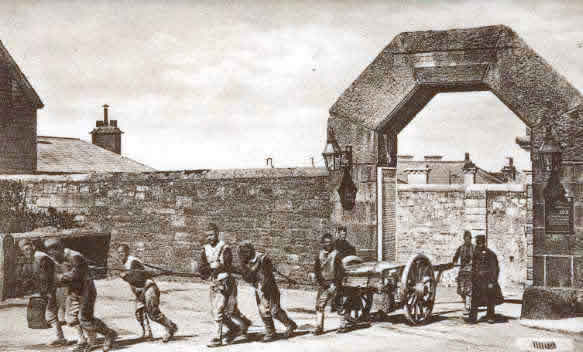
作品と同時代の、プリンスタウンの牢獄の様子（1900年）

モーティマーがホームズの部屋に置き忘れたステッキに「1884」と年号が刻まれており、それを5年前といっていることから、事件が起こったのは1889年と考えるのが自然である。だが、1889年はワトスンが結婚生活に入っており、ホームズと同居していないため、矛盾が生じている。またホームズはかなりの著名人となっているが、現実の1889年までに公表された作品は『緋色の研究』のみである。
研究者によってこの事件の発生年はまちまちであり、1886年から1900年までいろいろな説が出ている。

## 主な登場人物
ジェイムズ・モーティマー
事件の依頼人。フロックコートに金縁の眼鏡をかけた医師。怪死をとげた先代チャールズ・バスカヴィル卿の友人。
サー・ヘンリー・バスカヴィル
爵位と財産を受け継いだバスカヴィル家の現当主。真っ赤な目立つ服を着てエナメルのブーツを履いている。
バリモア
バスカヴィル館の執事。黒いもじゃもじゃの顎鬚を生やしている。
バリモア夫人
バスカヴィル館の家政婦。何か秘密を隠しているらしい。
クレイトン
ロンドンの旅客馬車の御者。シャーロック・ホームズと名乗る人物からヘンリー卿を尾行しろと言われたとホームズに語る。
パーキンス
バスカヴィル館までワトソンを運んだデボンシャーの御者。監獄から脱走した殺人犯があたりに潜むと告げる。
セルデン
ホームズが過去に手掛けた「ノッティングヒルの人殺し」事件の犯人。
ジャック・ステープルトン
昆虫学者。小柄で日焼けした肌に麦わら帽子、昆虫網を持ち、植物採集の胴乱をぶら下げている。
ベリル・ステープルトン
ジャックの妹。ブルネットですらりと背の高い、黒い瞳が魅力的な美人。
ジョン・H・ワトソン
物語の語り手。ホームズ物語の記述者で彼の相棒。
シャーロック・ホームズ
主人公の名探偵。

## 執筆の経緯
1901年3月、ドイルは腸チフスの後遺症で悩まされ、ノーフォーク州クローマーで療養していた。その時にボーア戦争で知り合ったジャーナリストの友人、バートラム・フレッチャー・ロビンソンと再会し、ロビンソンの出身地ダートムアの黒い魔犬の伝説を聞いた。
この伝説に着想を得て書き上げたのが本作である。このため本作の冒頭にはロビンソンへの献辞がある。ドイルは当初ロビンソンとの共著として、ホームズとは無関係の作品を書こうとしていたが、ロビンソンは共著を辞退した。そこでドイルはこの作品に登場させる主役を考案し、ホームズを主役とする案を思いつく。この案には1893年に『最後の事件』でホームズを死亡させているという問題点があったが、事件の発生年月を『最後の事件』以前にすることで、ホームズを主役とする作品として書き上げることにした。ドイルはストランド・マガジンの編集部に1000語につき100ポンドの原稿料を要求し、そのうち30%をロビンソンに渡している。この原稿料は従来の倍額であったが、これはホームズを再登場させたからという理由であった。

## 備考

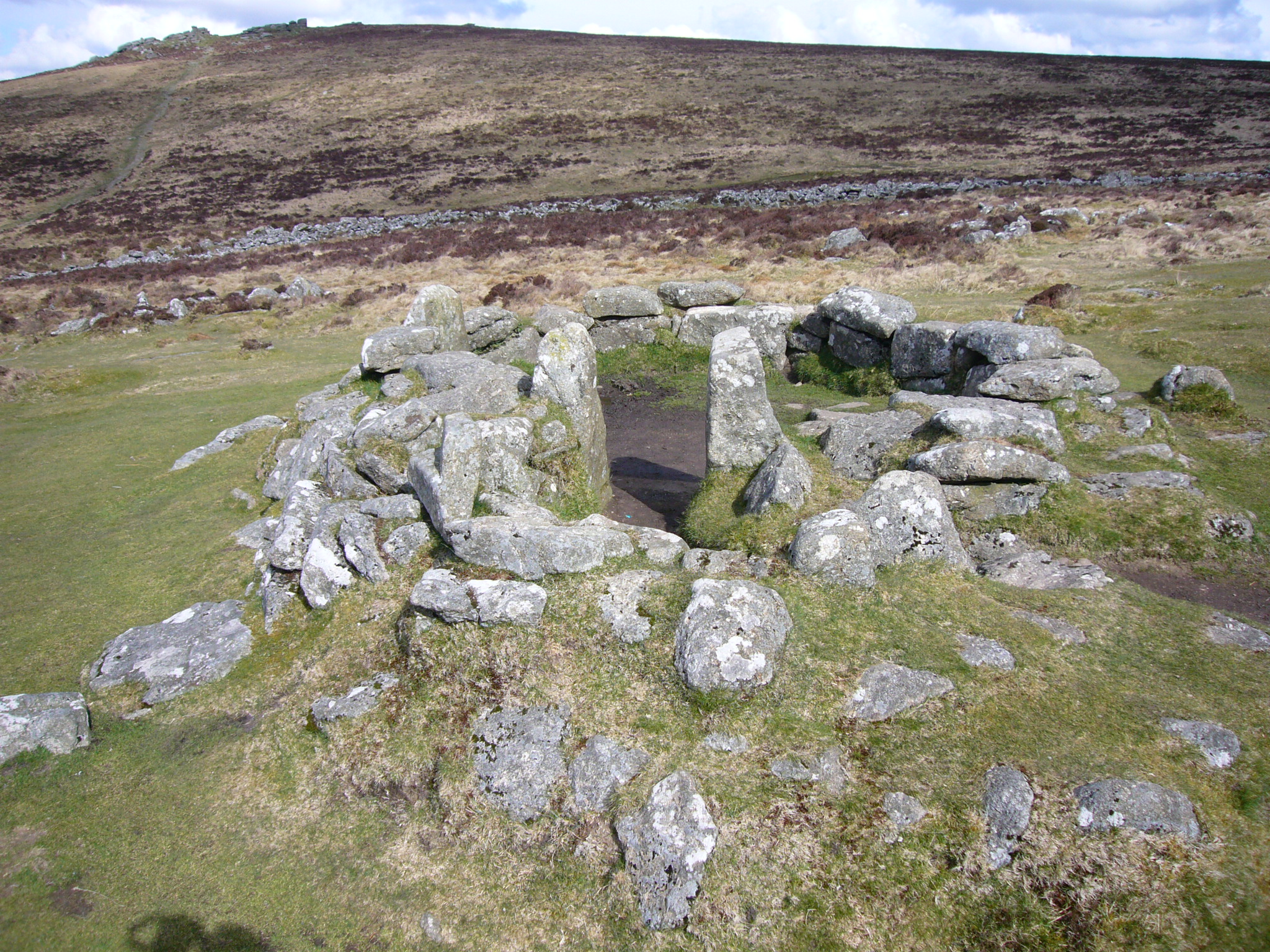
ホームズが潜伏したという、グリムズポンドの円状巨石列柱

- 1893年に「最後の事件」で一度ホームズが葬られてから、8年ぶりで発表された新作だった。ドイルは、ホームズという役者がすでにいるのに、新しい役者を用意する必要もあるまいと思った、と語っている。しかし、この作品は（上述のような、年代にまつわる議論はあるものの）ホームズがライヘンバッハの滝へ転落する以前の事件を書いたものであるため、書店に押し寄せた読者は失望させられることになる。ホームズが本当の意味の生還を遂げるには、読者はもう数年を辛抱しなくてはならなかった。
- 本作の刊行の翌年に、ドイルはナイト爵を受爵する。歴史的事実としては、これはボーア戦争の従軍記などの社会的活動に対して贈られたものだった。しかし、当時の誰もが、これはホームズを死の淵から復活させたことに対する恩賞であると信じた。この誤解は、現在でもまれに信じられている。
- バスカヴィルの家名は、バーミンガムの印刷業者であったジョン・バスカヴィルに由来するのではないか、という説がある。作中でヒューゴーの物語の最後に「この物語をチャールズ、ジョン及びロジャーに伝える」とあり、間接的にこの名前が登場している。

## 映像化
作品自体の人気に加えて、ダートムーアの景観を描いた紀行文学的要素や、「火を吐く魔犬」といった題材が好まれてか、ホームズものの長編の中でも映像化された回数は多い。ただしどの作品も大幅にストーリーが省略・改変されていて、主要なキャラクターが登場しないものもあり（特にレストレード警部が省かれたものが多い）、「完全映像化」されたものはいまだ無い。
1939年の20世紀フォックス製作の映画は、ベイジル・ラスボーンが初めてホームズを演じた作品である。当時まだラスボーンのホームズ役に懐疑的だったフォックスでは、彼でなく魔犬を宣伝ポスターの中心に据えるなどしたが、その後1946年まで14本が製作される人気シリーズとなった。
1959年のハマー・フィルム・プロダクション制作のイギリス映画『バスカヴィル家の犬』では、ホームズをピーター・カッシングが演じた。カッシングがもともとホームズファンだったこともあって、その演技は絶賛された。ハマー・プロは怪奇映画で知られた映画会社であり、作中の演出の随所に怪奇映画的味わいが見られる。なお、同作でヘンリー・バスカヴィルを演じたクリストファー・リーは、のちにシャーロックとマイクロフトのホームズ兄弟を両方演じることになる。
1980年代からはテレビ向けの映像化が多い。1983年アメリカ製作のビデオドラマ版では『コナン・ドイルの事件簿』（2000年 - 2001年）でホームズのモデル＝ジョゼフ・ベル博士を演じたイアン・リチャードソンがホームズ役である。上記の2作品では普通の犬だった魔犬が、燐光のエフェクトを加えられて禍々しいイメージに仕上がっている。
ジェレミー・ブレットがホームズを演じた『シャーロック・ホームズの冒険』の映像化は1988年である。俳優のスケジュールでレストレードが登場せず、主演のブレットも残念がるコメントを残している。
2000年にはカナダでマット・フリューワー主演でドラマ化された。原作とはがらりと変わった、饒舌なホームズ像を演じた。
2002年にはイギリスでリチャード・ロクスバーグ主演でドラマ化されている。ホームズよりもワトスンが主役に近い描かれ方だった。魔犬はCGで表現されている。
2012年に放送された ベネディクト・カンバーバッチ主演の『SHERLOCK（シャーロック）』のシーズン2・エピソード2【バスカヴィルの犬（ハウンド）】では、舞台が現代という設定もあり、魔犬は軍事兵器の催眠ガス作用による幻覚という設定がされている。
2015年放送のNHKの人形劇『シャーロックホームズ』【第12・13回放送-バスカーヴィル君と犬の冒険】では、幼馴染のメアリー・モースタンと親しくする生徒（＝ヘンリー・バスカーヴィル）の嫌がらせのために、ジャック・ステイプルトンが光る魔犬に変装して脅かしたという設定である。
2016年に放送されたジョニー・リー・ミラー主演の『エレメンタリー ホームズ&ワトソン in NY』のシーズン4・第16話【キラー・ドッグ】では、バスカヴィル家の犬から着想を得たエピソードと予告から宣伝されている。舞台は現在で、魔犬の正体は現代科学の粋を結集した最新鋭の四足歩行ロボットという設定がされている。
2022年に日本で初の映像化となる映画『バスカヴィル家の犬 シャーロック劇場版』では、瀬戸内海にある島を舞台にしている。なお、この映画は2019年にフジテレビ系列で放送されたテレビドラマ『シャーロック』の続編に当たり、ホームズに相当する誉獅子雄役を務めたディーン・フジオカが引き続き演じている。

## 劇画化
- 「映像化」とは言えないが、1974年に日本で劇画化されたこともある。ページ数の関係からか原作冒頭の｢モーティマー博士のステッキ」が彼からの手紙になっていたり、実際にダートムーア地方に赴くのがワトソン博士ではなく14歳の少年、カートライトになっていたりと言う少年少女向けの改変もいくつかある。作画は小室孝太郎、出版元は学研（タイトルも「のろいの魔犬」と改変されている[疑問点 – ノート]）[要出典]。
- 『地獄犬ののろい』 - はっとりかずお作画、1973年、小学館小学六年生昭和48年10月号付録。日本を舞台としている。[11]
- 『地獄の魔犬』 - 小室孝太郎作画、1974年、学習研究社[12][13]。
- 『のろいの魔犬』 - ムッシュー・田中作画、加納一朗構成、1976年、ユニコン出版[14]。
- 『バスカービル家の魔犬』 - 旭丘光志作画、1983年、講談社[15][16]。
- 『バスカヴィル家の犬』 - 小林たつよし作画、1997年、小学館[17]。
- 『バスカヴィル家の犬』 - 石川森彦作画、石ノ森章太郎監修、1997年、くもん出版[18]。
- 『バスカヴィル家の犬』 - JET作画、2006年、朝日ソノラマ[19]。

## その他
- 『名探偵コナン』の映画第6作『ベイカー街の亡霊』では、自宅にホームズがいない理由として、この事件が紹介された。また、原作第70巻File5-11、アニメ610話「被害者はクドウシンイチ」、611 - 613話「犬伏城 炎の魔犬（鬼火の章・足跡の章・姫の章）」、はこの事件をモチーフにしている[20]。
- 逆転裁判シリーズの番外編『大逆転裁判 -成歩堂龍ノ介の冒險-』では、劇中で書かれた小説の1つとして登場する。『大逆転裁判』においてはホームズもワトスンも実在の人物であり、『シャーロック・ホームズの冒険』はホームズの相棒が残した実際の事件の記録をホームズと共に暮らすアイリス・ワトソンが小説として再構成したもの、という設定になっている。『バスカビル家の犬[注釈 1]も』この設定に当てはまるが、原稿を読んだホームズによって世間への公表は行われずに未発表作品として封印されていた。続編の『大逆転裁判2 -成歩堂龍ノ介の覺悟-』では封印の理由と元になった事件の詳細が描かれている。